# روبرت لي بولارد
روبرت لي بولارد (بالإنجليزية: Robert Lee Bullard)‏ هو ضابط أمريكي، ولد في 5 يناير 1861 في مقاطعة لي في الولايات المتحدة، وتوفي في 11 سبتمبر 1947 في نيويورك في الولايات المتحدة.